# Сон бабушки и внучки
«Сон бабушки и внучки» (укр. Сон бабусі і внучки) — копия с акварели К. П. Брюллова, написана Тарасом Шевченко в Санкт-Петербурге. Под рисунком на паспарту написано карандашом: «Шевченко Сонъ бабушки и внучки». Ниже печатными буквами: «Carolus Bruloff, Copia».
Традиционным методом обучения живописи в Академии художеств было копирование произведений выдающихся мастеров прошлых эпох, а также непосредственных учителей — профессоров Академии. Шевченко копирует произведения своего учителя. Копии отличаются достаточно точным воспроизведением оригинала.
Рисунок хранился в частной коллекции московского книгоиздателя Кузьмы Терентьевича Солдатёнкова, знакомого Т. Шевченко, потом его передали фондам Пушкинского музея в Москве, оттуда — Галерее картин Т. Г. Шевченко в Харькове и наконец — Национальному музею Тараса Шевченко.